# Yangchuanosaurus
 Yangchuanosaurus  war ein theropoder Dinosaurier aus dem chinesischen Oberjura (Oxfordium bis Kimmeridgium). Die Gattung gehört zu den Carnosauria.

## Merkmale

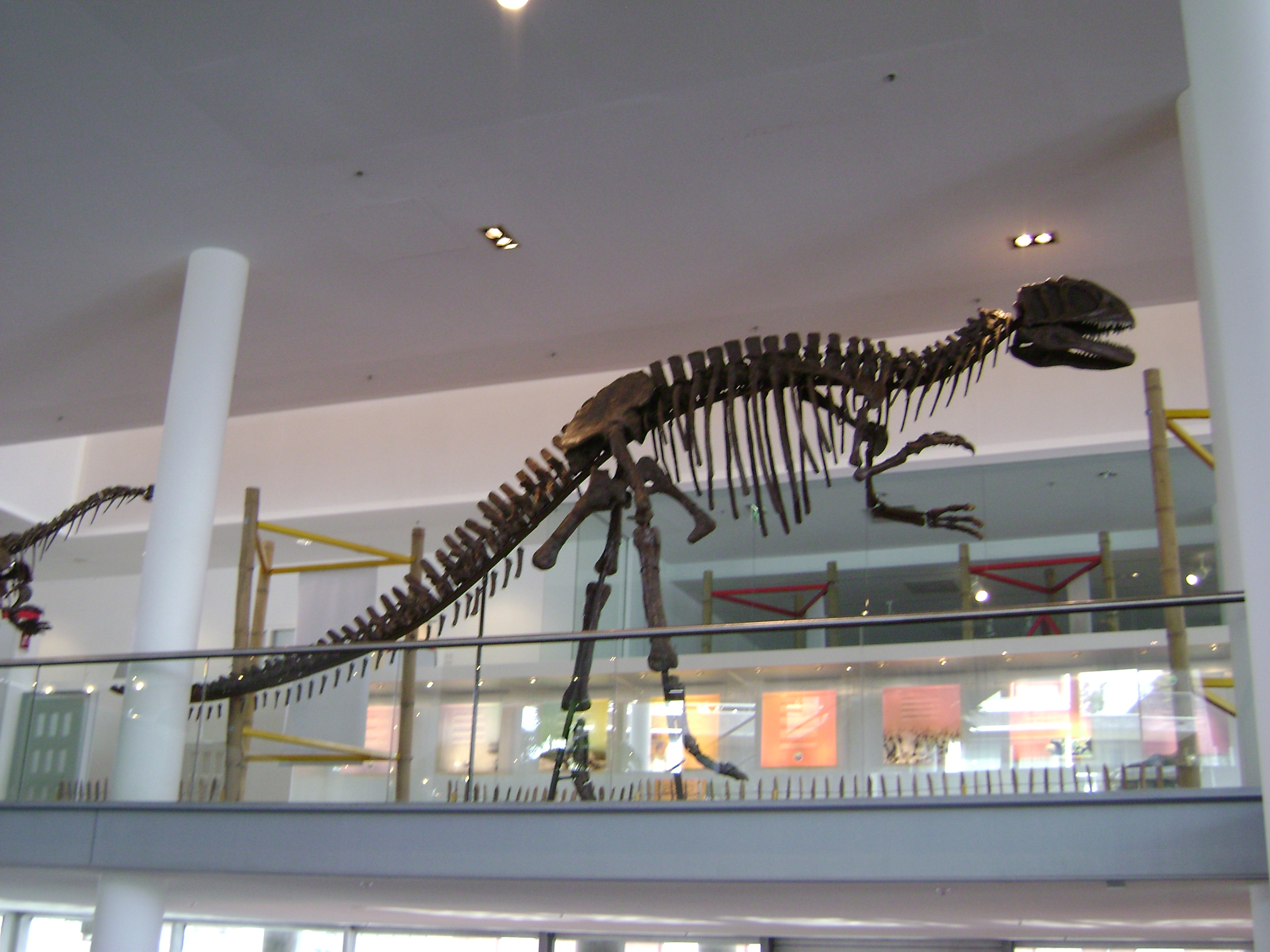
Skelettrekonstruktion

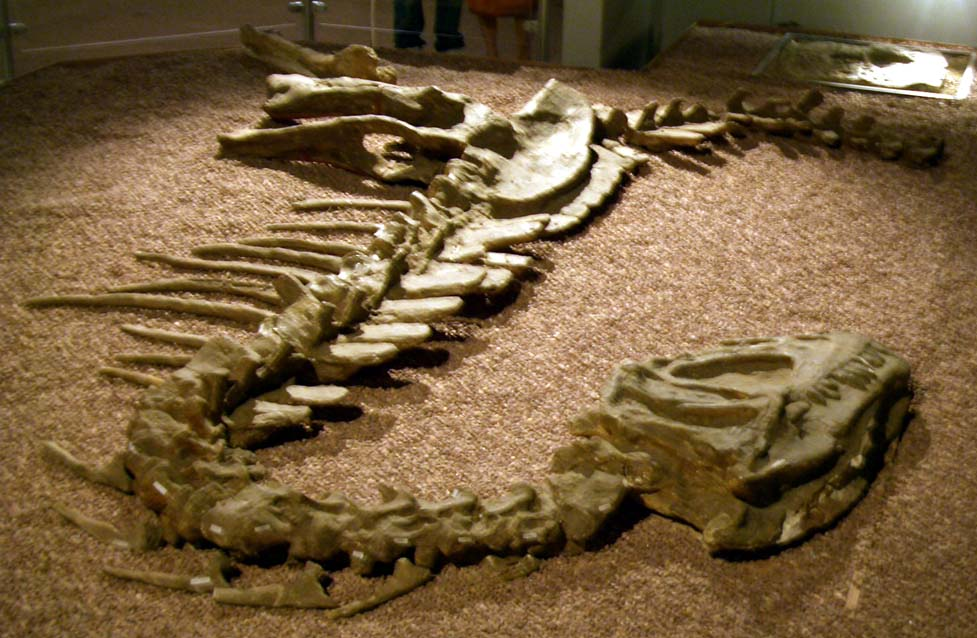
Skelett von Yangchuanosaurus shangyouensis im Hong Kong Science Museum

Yangchuanosaurus ähnelte in Gestalt und Größe seinem nordamerikanischen Zeitgenossen und Verwandten Allosaurus. Er war ein großer Fleischfresser, der sich auf den kräftigen Hinterbeinen fortbewegte. Die Hinterbeine endeten in drei Zehen, die jeweils eine Klaue trugen – auch die viel kleineren Vorderbeine wiesen jeweils drei bekrallte Finger auf. Der lange, steife Schwanz machte rund die Hälfte der Gesamtlänge aus. Der bis zu einem Meter lange Kopf trug einen knöchernen Kamm entlang der Nase. Im Maul waren mehr Zähne als bei Allosaurus. 
Y. shangyouensis erreichte eine Länge von 8 m; der Schädel war 82 cm lang. Eine andere Art, Y. magnus, war mit 10 m deutlich länger als Y. shangyouensis, wobei der Schädel von Y. magnus mit etwa 1,1 m ein Zehntel der Gesamtlänge ausmachte. Das Gewicht wird auf 3 bis 4 Tonnen geschätzt. Das Antorbitalfenster hat die Form eines Dreiecks. Die Zähne sind seitlich abgeflacht und nach hinten gebogen. Die Kanten waren gezackt.

## Zeitrahmen und Entdeckung
Yangchuanosaurus lebte während des Oberjura (Oxfordium bis Kimmeridgium). 
Seine Fossilien wurden in China gefunden. Die Erstbeschreibung der Gattung stammt von den chinesischen Forschern Dong, Chang, Li und Zhou, die ein nahezu komplettes Skelett von Yangchuanosaurus shangyouensis in den 1970er-Jahren in Yangchuan in der chinesischen Provinz Sichuan fanden. 
Eine mögliche zweite Art, Y. magnus, wurde von Dong, Zhou und Zhang 1983 beschrieben – ihr Status ist allerdings nicht gesichert.

## Externe Systematik
Yangchuanosaurus wird mit einigen anderen fleischfressenden Theropoden wie Sinraptor in die Familie der Sinraptoridae eingegliedert. Diese sind nahe mit den Allosauridae verwandt und werden in die gemeinsame Gruppe der Allosauroidea gestellt.